# مهاجران (شازند)
مهاجران، شهری در بخش مهاجران شهرستان شازند در استان مرکزی ایران است. این شهر، مرکز بخش مهاجران است.

## تاریخچه

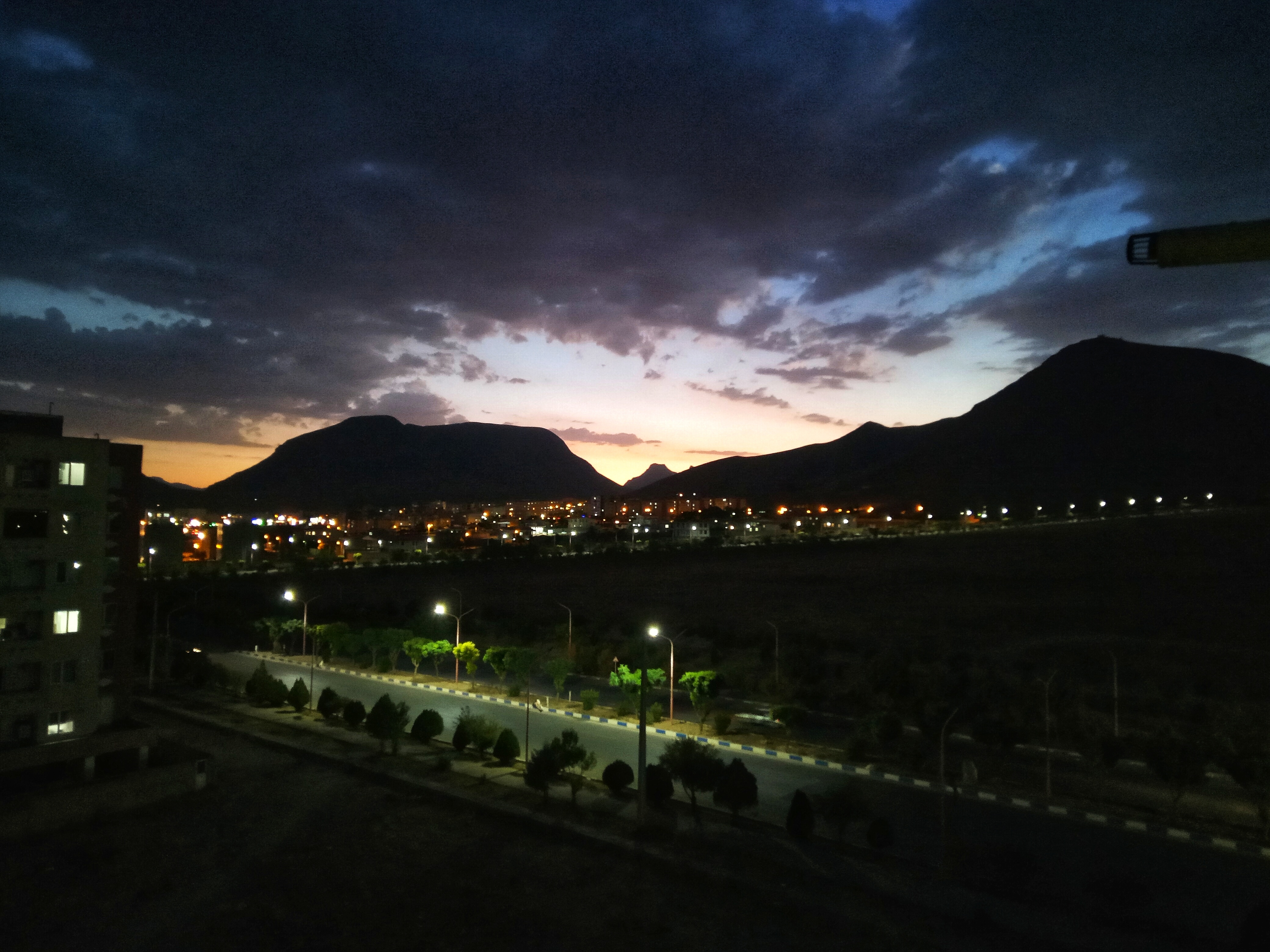
غروب در مهاجران

این شهر در آغاز با عنوان شهرک مهاجران برای سکونت فرهنگیان و کارکنان پالایشگاه، پتروشیمی شازند و نیروگاه شازند تأسیس گردید؛ ولی رفته رفته گسترش یافت و در سال ۱۳۸۵ به شهر تبدیل گردید.
شهر مهاجران دارای ۱۷۵ هکتار فضای سبز می‌باشد و سرانه فضای سبز هر شهروند مهاجرانی بیش از ۸۶ مترمربع محاسبه شده است. از اینرو این شهر در سال ۱۳۹۸ توسط سازمان محیط زیست کشور به عنوان شهر سبز کشور نامگذاری شد.

## جمعیت
بر پایه سرشماری عمومی نفوس و مسکن در سال ۱۳۹۵، جمعیت شهر مهاجران برابر با ۲۰٬۳۴۶ نفر (۶٬۱۵۵ خانوار) بوده است.
افق جمعیتی شهر مهاجران ۶۰ هزار نفر بوده و زیرساختهای این شهر از جمله شبکه فاضلاب و تأمین آب شرب شهر برای این افق جمعیتی در نظر گرفته شده است.